# Die Welt
Die Welt je německý deník, publikovaný německým vydavatelstvím Axel Springer SE. Vznikl v roce 1946 v Hamburku, kdy jej založily britské okupační síly za účelem poskytnutí „kvalitních novin“ podle vzoru britského listu The Times. Zpočátku byl obsah novin podáván z britského pohledu, ale počínaje rokem 1947 přijal politiku poskytování dvou hlavních článků na velká témata, jedno britské a druhé německé. V roce 1953 noviny koupil nakladatel Axel Springer. V roce 1993 byla cirkulace novin téměř 210 tisíc kusů. Ve vrcholových dobách dosahovala až miliónu. V roce 2008 byly noviny zakázány v Egyptě kvůli karikaturám proroka Mohameda.